# Martin Nippe
Martin Hugo Otto Nippe (* 5. September 1883 in Dresden; † 5. September 1940 in Königsberg) war ein deutscher Rechtsmediziner und Hochschullehrer.

## Leben
Martin Nippe absolvierte nach dem Ende seiner Schullaufbahn von 1904 bis 1909 ein Studium der Medizin an den Universitäten Leipzig und Jena. Während seines Studiums wurde er 1903 Mitglied der Burschenschaft Normannia Leipzig. Nachdem er das Studium abgeschlossen hatte, wurde er in Leipzig approbiert und zum Dr. med. promoviert. Anschließend war er kurzzeitig Assistent an der Heil- und Pflegeanstalt Dresden, von 1910 bis 1912 an der pathologischen Anatomie des Johannstädtischen Krankenhauses in Dresden und danach am Institut für gerichtliche und soziale Medizin der Universität Königsberg. bei Georg Puppe. Im Dezember 1913 legte er das Kreisarztexamen ab. Er habilitierte sich 1913 in Königsberg für gerichtliche Medizin.
Nippe wurde 1914 als außerordentlicher Professor an die Universität Erlangen berufen. Er nahm am Ersten Weltkrieg teil und war Armeepathologe des XIV. Armee-Korps (ab 1917) und des XVII. Armee-Korps (1918). Nach Kriegsende folgte er 1919 dem Ruf auf den Lehrstuhl für gerichtliche Medizin an die Universität Greifswald und wechselte von dort 1922 in gleicher Funktion an die Universität Königsberg, wo er bis zu seinem Tod wirkte.
Ab September 1932 war Nippe zwei Jahre lang Vorsitzender der Deutschen Gesellschaft für gerichtliche und soziale Medizin. Vermutlich zum 1. Mai 1933 trat er der NSDAP bei (Mitgliedsnummer 2.857.164) und gehörte dem NS-Lehrerbund und NS-Ärztebund an. Nippe starb im September 1940 an einem Bronchialkarzinom.
Seine Forschungstätigkeiten und über einhundert Publikationen deckten das gesamte Spektrum der gerichtlichen Medizin ab, so u. a. zu Blutgruppenbestimmung, Untersuchungen von Blutspuren, Leichenschau- und -zersetzung, Alkohol und Feuerbestattung.

## Schriften (Auswahl)
- Ein Beitrag zur Therapie der Uretervaginalfistel. Leipzig 1908 (medizinische Dissertation an der Universität Leipzig)
- Fünf Jahre Trinkerfürsorge (Aus dem Institut für gerichtliche Medizin zu Königsberg i. Pr.) Ein Bericht über die ersten 5 Jahre der Königsberger Alkoholwohlfahrtsstelle (= Veröffentlichungen aus dem Gebiete der Medizinalverwaltung, Bd. 2, Heft 7). Schoetz, Berlin 1913.
- Gerichtliche und versicherungsrechtliche Medizin (Aerztliche Bücherei für Fortbildung und Praxis, Bd. 7). Verlag der Buchhandlung der Verbands der Ärzte Deutschlands, Leipzig 1920.